# Den Gamle By

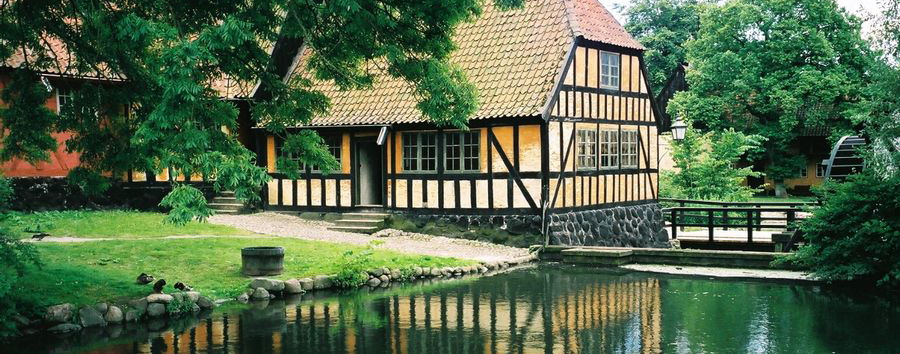
Vista del estanque de La vieja ciudad.

La vieja ciudad (Den Gamle By en danés) es un museo al aire libre en Aarhus, Dinamarca, que consiste en 75 edificios históricos provenientes de hasta 20 ciudades y pueblos de toda Dinamarca. El museo abrió sus puertas por primera vez en 1914 como el primer museo al aire libre de su clase y hasta el momento es uno de los pocos museos considerados como excelentes, fuera de Copenhague, recibiendo 3.5 millones de visitas cada año.
Los edificios del museo se organizan como en un pequeño pueblo de casas con estructuras de madera. Los edificios fueron originalmente construidos entre 1550 y 1800, y durante el principio del siglo XX se trasladaron a Aarhus. A lo largo del siguiente lustro se fueron añadiendo más edificios donados por diferentes pueblos y ciudades. Existen multitud de habitaciones, cocinas, tiendas, jardines históricos, una oficina de correos, una aduana, una escuela y un teatro.
El pueblo es en si la gran atracción, ya que la mayoría de los edificios están abiertos al público; las habitaciones están decoradas; en su estado original o bien organizadas en grandes salas de exposición con temas varios. Dependiendo de la época del año hay más empleados del museo trabajando como actores representando la vida típica de un pueblo, en la herrería, el mercado, etc.

## Historia

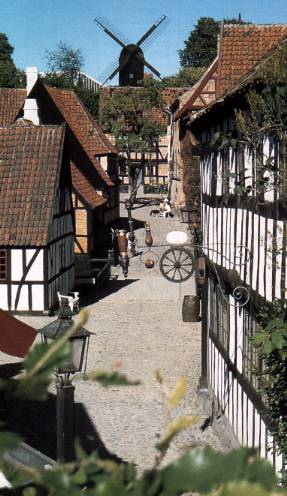
Vista de La vieja ciudad.

La historia de la ciudad vieja comienza con la antigua mansión en desuso del alcalde de Aarhus, la cual iba a ser demolida pero Peter Holm pudo rescatarla y trasladarla para abrirla como un museo en 1914. En 1923 Peter Holm se enteró de que una gran mansión de 8 edificios iba a ser demolida en Aalborg y consiguió los fondos necesarios para llevársela a Aarhus. Los años siguientes se añadieron estructuras de 20 ciudades y pueblos diferentes. Al mismo tiempo que aumentaba el número de edificios lo hacía el número de muebles, herramientas, etc. También se han donado grandes colecciones de ropas, juguetes, cerámica y vajillas de plata.
Peter Holm fue el director del museo durante 31 años, desde 1914 hasta 1945 cuando dimitió. Durante su gestión se salvaron 50 edificios históricos y se ahorraron consiguieron los fondos necesarios para trasladar y reconstruir los edificios en Aarhus.

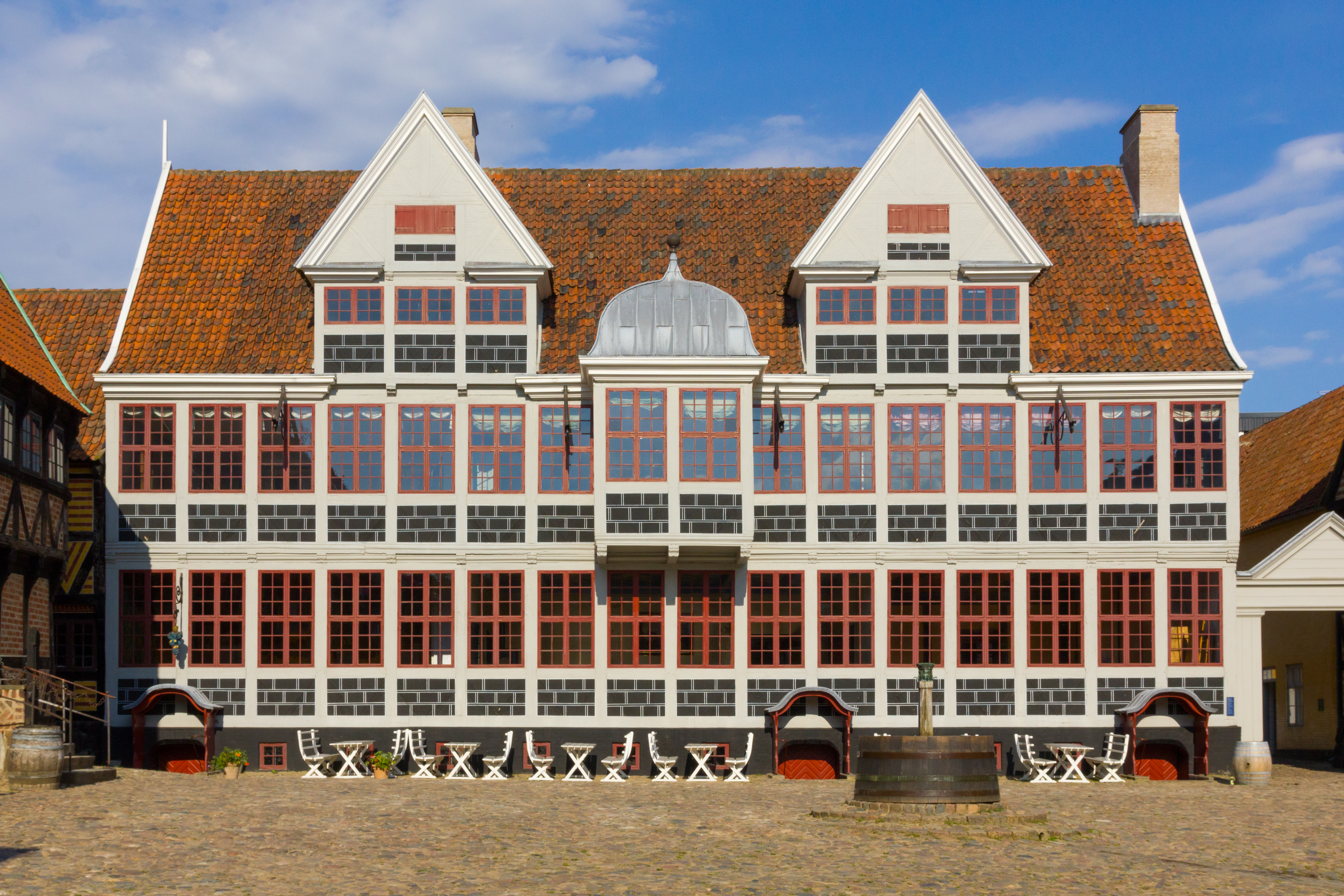
La mansión del director de la fábrica de la moneda.

## Exposiciones

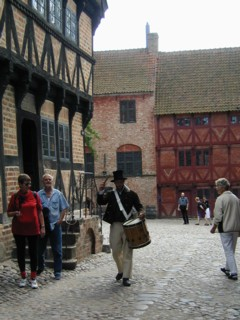
El centro antiguo de la ciudad de Ben Gamble By en Dinamarca.Nombre del archivo:DGB2.jpg
Descripción:The Old Town, Århus, Denmark.
Licencia:CC BY-SA 3.0
Fecha:2006-04-05 12:58:14
Autor:Volkar
Categorías:2006 in Den Gamle By, Algade i Den gamle By

Existen 5 exposiciones regulares, el Museo danés del reloj —con relojes que datan desde 1500—, el Museo del juguete —con 6.000 juguetes de entre 1800 y 1960—, una exposición de vajillas de plata, una exposición de cerámica y el Museo textil, además de pequeñas exhibiciones. Además de la ciudad, estas exposiciones conforman la parte principal del museo y albergan una de las mayores colecciones de piezas históricas fuera de Copenhague. A lo largo del año también existen exposiciones especiales con objetos prestados de otros museos daneses o incluso de ciudades escandinavas.